# Catopithecus
Catopithecus — рання скам’янілість вузьконосих (Catarrhini). Рід відомий з більш ніж 16 зразків одного виду, Catopithecus browni, знайденого в формації Джебель-Катрані провінції Фаюм, Єгипет. Формація Джебель-Катрані була розділена на дві основні фауністичні зони на основі того факту, що фауна, знайдена в нижній частині кар'єру, виглядає більш примітивною, ніж фауна, знайдена у верхній частині. Верхню зону було датовано понад 31 ± 1 млн років на основі датування базальтового шару, який лежить безпосередньо над формацією, і закону суперпозиції Ніколя Стено. Нижня зона містить пізньоеоценову одиницю зелених сланців під назвою локація-41 (L-41), в якій були знайдені всі зразки Catopithecus browni. Відносне датування L-41, засноване на палеомагнітних кореляціях, встановлює його вік у 36 млн років відповідно до Simons та ін. (1999), але Seiffert (2006) пропонує переглянути це значення до 34,8–33,9 млн років.